# Patamo (Lojo)
Patamo är en sjö i Pusula i kommunen Lojo i landskapet Nyland i Finland. Sjön ligger 107,9 meter över havet. Arean är 50 hektar och strandlinjen är 6,38 kilometer lång. Sjön  ingår i Karisåns huvudavrinningsområde.   Den ligger omkring 71 km nordväst om Helsingfors. 
Patamo ligger norr om Kivijärvi. före detta kommunen